# Androzeugma
Androzeugma is een geslacht van vlinders van de familie spanners (Geometridae), uit de onderfamilie Geometrinae.

## Soorten
- A. mollior Prout, 1922
- A. subacuta Prout, 1935
- A. tenuis (Warren, 1898)